# Dipartimento di San-Pédro
Il dipartimento di San-Pédro è un dipartimento della Costa d'Avorio. È situato nella regione di San-Pédro, distretto di Bas-Sassandra.
Nel censimento del 2014 è stata rilevata una popolazione di 631.156 abitanti. 
Il dipartimento è suddiviso nelle sottoprefetture di 
Doba, Dogbo, Gabiadji, Grand-Béréby e San-Pédro.